# أحمد كراوع
أحمد كراوع (21 أبريل 1989) هو لاعب كرة قدم ليبي، يلعب كمهاجم لنادي الأهلي في الدوري الليبي الممتاز.

## دولي
ظهر لأول مرة مع المنتخب الليبي في 5 أكتوبر 2009 في مباراة ودية ضد الكويت.

## روابط خارجية
- أحمد كراوع على موقع ناشيونال فوتبول تيمز (الإنجليزية)